# 고성중학교 삼산분교
고성중학교 삼산분교는 경상남도 고성군에 있었던 공립 중학교이다.

## 연혁
- 1953년 6월 19일 삼산고등공민학교 설립 인가
- 1969년 12월 27일 고성중학교 삼산분교장 인가
- 1970년 4월 4일 개교
- 1971년 1월 1일 삼산중학교 독립 인가(6학급)
- 1973년 2월 14일 제1회 졸업식(51명)
- 1999년 9월 1일 고성중학교 삼산분교장 인가
- 2010년 9월 1일 제19대 이용훈 교장 부임
- 2013년 2월 13일 제41회 졸업식(16명 졸업)
- 2013년 3월 4일 2013학년도 입학식(7명 입학)
- 2014년 2월 14일 제42회 졸업식(13명 졸업)
- 2014년 3월 1일 제20대 김은숙 교장 부임
- 2014년 3월 3일 2014학년도 입학식(8명 입학)
- 2015년 2월 12일 제43회 졸업 15명(총 2,392명)
- 2015년 3월 2일 2015학년도 신입생 입학식 6명
- 2016년 2월 29일 폐교 및 기숙형 중학교 소가야중학교로 통폐합[1], 46년만에 폐업